# Leuckartiara acuta
Leuckartiara acuta is een hydroïdpoliep uit de familie Pandeidae. De poliep komt uit het geslacht Leuckartiara. Leuckartiara acuta werd in 2005 voor het eerst wetenschappelijk beschreven door Brinckmann-Voss, Arai & Nagasawa. 